# Hästskotjärnen (Ore socken, Dalarna)
Hästskotjärnen är en sjö i Rättviks kommun i Dalarna och ingår i Dalälvens huvudavrinningsområde.